# جوافة شجرية
جُوَافَة شجرية (الاسم العلمي: Psidium arboreum) هي نوع من النباتات تتبع جنس الجوافة من فصيلة الآسية.